# Митчелл, Мани
Мани Брюс Митчелл (англ. Mani Bruce Mitchell; род. 1953) — новозеландский интерсекс-активист из Веллингтона.

## Ранняя жизнь
Митчелл родился и вырос в центральной части Северного острова в семье фермеров, получил образование в колледже Таупо-нуи-а-Тиа и Университете Уаикато.

## Карьера
С 1996 года Митчелл принимает активное участие в просвещении по интерсекс-вопросам и гендерной дисперсии, читает лекции в университетах и проводит семинары по всему миру. Он также участвовал в создании нескольких телевизионных документальных фильмов и книг по фотографии. Митчелл является членом Ассоциации психологов Новой Зеландии, Всемирной профессиональной ассоциации по здоровью трансгендерных людей (WPATH) и Международной ассоциации трансакционного анализа.
Митчелл является исполнительным директором Intersex Trust Aotearoa New Zealand, также известной как Intersex Awareness New Zealand.
Документальный фильм под названием «Intersexion», снятый Грантом Лэнитсом, рассказывает историю Мани Митчелла и рассказывает о жизни интерсекс-люди.
Митчелл также помог организовать третий международный интерсекс-форум проходивший в 2013 году.